# Ємалоки
Ємало́ки (рос. Емалоки, чув. Юмалăк) — присілок у Чувашії Російської Федерації, у складі Малокарачкінського сільського поселення Ядринського району.
Населення — 82 особи (2010; 108 в 2002, 156 в 1979, 297 в 1939).

## Історія
Присілок утворився на початку 1929 року шляхом відокремлення від присілку Малі Тюмерлі. До 1939 року присілок перебував у складі Татаркасинського, з 1939 року — Сундирського, а з 1962 року — Ядринського районів.

## Господарство
У присілку діють клуб, бібліотека, фельдшерсько-акушерський пункт та спортивний майданчик.